# McDonald’s Burnie International 2015
Das McDonald’s Burnie International 2015 war ein Tennisturnier des ITF Women’s Circuit 2015 für Damen und ein Tennisturnier der ATP Challenger Tour 2015 für Herren in Burnie. Die Turniere fanden parallel vom 2. bis 8. Februar 2015 statt.